# John Little (basket-ball)
Pour les articles homonymes, voir John Little.
John Little, né le 24 septembre 1984, à Peoria, en Illinois, est un joueur américain de basket-ball. Il évolue au poste de meneur.

## Palmarès
- EuroChallenge 2010
- Coupe d'Europe FIBA 2016